# Dorette Corbey
Dorothea Jeanette Maria (Dorette) Corbey (Eindhoven, 19 juli 1957) is een Nederlandse politica. Namens de Partij van de Arbeid (PvdA) was zij van 1999 tot 2009 lid van het Europees Parlement. Ook is zij sinds 2019 lid van het algemeen bestuur van het hoogheemraadschap van Rijnland.
Corbey volgde een opleiding tot verpleegkundige en later de studie sociale geografie aan de Universiteit van Amsterdam. In 1993 promoveerde ze in de rechtsgeleerdheid aan de Universiteit Leiden. Ze werkte als verpleegkundige, onderzoeker bij het instituut Clingendael en als beleidsmedewerker bij de bouw- en houtbond van de FNV. Eind jaren 90 was ze lid van een adviescommissie Europese politiek voor de PvdA.
Bij de verkiezingen van 1999 werd ze gekozen in het Europees Parlement. Ze hield zich als zodanig onder meer bezig met milieu. In november 2001 diende Corbey een initiatief in over de toepassing van Europese richtlijnen voor verpakkingen en verpakkingsafval. Ze bleef lid van het Europarlement tot 2009.
Van 2009 tot 2016 was ze directeur van de Adviesraad voor Wetenschap, Technologie & Innovatie (AWTI) en voorzitter van de Commissie Duurzaamheidsvraagstukken Biomassa. Corbey is een van de initiatiefnemers van de oprichting van de Federatie Bio-economie Nederland. Vanaf 2012 is ze voorzitter van de Nederlandse Emissieautoriteit.
In 2019 keerde Corbey terug in de politiek: bij de waterschapsverkiezingen van 2019 werd ze met voorkeursstemmen verkozen als lid van het bestuur van het hoogheemraadschap van Rijnland. Op 14 september 2021 verliet ze de PvdA-fractie, omdat ze haar ideeën over tegenmacht binnen het hoogheemraadschap niet tot uiting kon brengen. Sinds 29 maart 2023 zit ze in het hoogheemraadschap op een geborgde zetel in de categorie Natuurterreinen.

## Publicaties
- Stilstand is vooruitgang : de dialectiek van het Europese integratieproces, Proefschrift Leiden, uitgeverij Van Gorcum, 1993
- Een zachte Brexit, Nexit, Frexit, Dexit, 5 november 2017, Wiardi Beckman Stichting

- Bibliothèque nationale de France: cb15066350x (data)
- Gemeinsame Normdatei: 172752450
- International Standard Name Identifier: 0000 0000 4311 9803
- Library of Congress Control Number: n93110932
- Nederlandse Thesaurus van Auteursnamen: 108200310
- Parlement.com: vghq1ig3j1zy
- Virtual International Authority File: 22428692
- WorldCat: E39PBJpv4qKH3qcpX3tVwwH9jC